# 亭子口水库
亭子口水库是一座位于中华人民共和国四川省广元市苍溪县的水库，位在嘉陵江干流中游。

## 概况
为了防控嘉陵江的洪水，同时解决干旱年份嘉陵江中下游地区的农业灌溉用水，中华人民共和国国务院制定了《关于加强长江近期防洪建设若干意见》（国发〔1999〕12号），建设一座水库。
亭子口水库距离广元市苍溪县府15公里，总库容40.67亿立方米，正常蓄水位458米，最大防洪库容30亿立方米，电站装机容量100万千瓦，可以通过船只500吨级，可以提供灌溉面积340万亩。具有防洪、发电、灌溉及城乡供水的作用。亭子口水库大坝建有亭子口水电站。2014年5月最后一台四号机组投产发电。

## 生态环境
2021年6月，新闻曝光亭子口水库发现原产美国南部及墨西哥北部淡水鱼入侵物种太阳鱼。